# Ingerid de Danemark
Ingerid Svendsdatter de Danemark, également nommée Ingrid, (XIe siècle – morte après 1093) est une princesse danoise et une reine de Norvège comme épouse du roi Olaf III de Norvège.

## Biographie
Ingerid Swensdatter est la fille du roi Sven II de Danemark. On ignore laquelle des épouses ou concubines du roi est sa mère.
Elle épouse le roi Olav Kyrre de Norvège (Olaf III) en 1067/1068. Ce mariage est arrangé dans le cadre d'un traité de paix entre les deux royaumes, et elle devient ainsi reine de Norvège. La même année, pour renforcer cette alliance, la demi-sœur du roi Olav, Ingegerd Haraldsdatter, épouse le futur roi Olaf de Danemark, qui est le frère ou le demi-frère d'Ingerid.
Ingerid Svendsdatter est l'épouse officielle d'Olav Kyrre mais on ne dispose d'aucune information sur sa personnalité ou ses actes comme reine.
Ingerid ne donne pas d'enfant à Olav. Après la mort du roi en 1093, la reine douairière Ingerid, se retire selon une tradition à 
Sogn et épouse Svein Brynjulfsson d'Aurland, avec lequel elle a une fille, Hallkattla. Elle semble alors vivre une existence retirée de veuve et rien n'indique qu'elle joue un rôle politique quelconque dans le royaume.

### Sources secondaires
- (sv) Alf Henrikson: Dansk historia (1989)  (ISBN 978-9100475659).
- (sv) Sven Rosborn:  När hände vad i Nordens historia (1997).